# Artix (Pirineos Atlánticos)
Artix (en occitano: Artics) es una comuna francesa de la región de Aquitania en el departamento de Pirineos Atlánticos.
El topónimo Artix fue mencionado por primera vez en el año 1286 con el nombre de Artits.

## Demografía
| 2207 | 2932 | 3161 | 3332 | 2038 | 3122 | 3153 |
| Para los censos de 1962 a 1999 la población legal corresponde a la población sin duplicidades (Fuente: INSEE [Consultar]) |      |      |      |      |      |      |